# Сазонов, Анатолий Владимирович
Анатолий Владимирович Сазонов (1861, Москва — 9 марта 1927, Шанхай) — русский революционер, сибирский областник, журналист, государственный и общественный деятель.

## Биография
Родился в 1861 году в Москве. Выпускник Петровско-Разумовской академии. Состоял в «Народной воле», позднее примкнул к правому крылу партии социалистов-революционеров. В 1908 году как революционный деятель был выслан в сибирское село Витим в район Лены.
В 1916 году переехал в Новониколаевск, где первое время занимал должность секретаря Комиссии сибирских кооперативов по закупкам и сбыту, позднее стал членом правления Союза сибирских кооперативных союзов «Закупсбыт». С наступлением Февральской революции работал товарищем председателя в местном комитете общественного порядка и безопасности, а также председателем уездного совета крестьянских депутатов.
Участвовал в Демократическом совещании, был депутатом Временного совета Российской республики.
Негативно воспринял Октябрьскую революцию. Принимал участие в областнической деятельности. После роспуска Сибирской областной думы определён уполномоченным Временного сибирского правительства по Западной Сибири. Работал на подрыв советской власти, снабжал подполье финансовыми средствами от кооперации.
С августа 1918 года исполнял обязанности новониколаевского уездного комиссара Временного сибирского правительства. В середине сентября утверждён редактором газеты «Народная Сибирь». С октября 1918 года председательствовал в Совете всесибирских кооперативных съездов, был в числе лидеров Омского блока политических партий и общественных сил, выступивших на стороне колчаковской военной диктатуры. С 1919 года редактировал газету «Заря» в Омске, входил в состав Государственного экономического совещания.
С 1920 года жил в Харбине, с 1921 — во Владивостоке, где был депутатом Народного собрания Дальневосточной республики, состоял в Дальневосточном комитете сибирских областников-федералистов и занимал пост председателя Совета уполномоченных автономной Сибири. После 1922 года проживал в Японии, Китае.
Умер 9 марта 1927 года в Шанхае. До самой смерти продолжал испытывать враждебные чувства к большевикам.